# Albion (New York)
Albion is een plaats (town, maar ook een village met die naam) in de Amerikaanse staat New York, en valt bestuurlijk gezien onder Orleans County.

## Demografie
Bij de volkstelling in 2000 werd het aantal inwoners vastgesteld op 8042.

## Geografie
Albion ligt op ongeveer 211 m boven zeeniveau.

## Plaatsen in de nabije omgeving
De onderstaande figuur toont nabijgelegen plaatsen in een straal van 24 km rond Albion.